# پیتن کندی
پیتن کندی (انگلیسی: Peyton Kennedy؛ زادهٔ ۴ ژانویهٔ ۲۰۰۴) بازیگر اهل کانادا است. وی از سال ۲۰۱۲ میلادی تاکنون مشغول فعالیت بوده‌است.
از فیلم‌ها یا مجموعه‌های تلویزیونی که وی در آن‌ها نقش داشته‌است، می‌توان به اسیر، کاتبنک، آناتومی گری، میان، اسطوخودوس و ماجراهای مرداک اشاره نمود.